# Liste der Stolpersteine in Riegelsberg

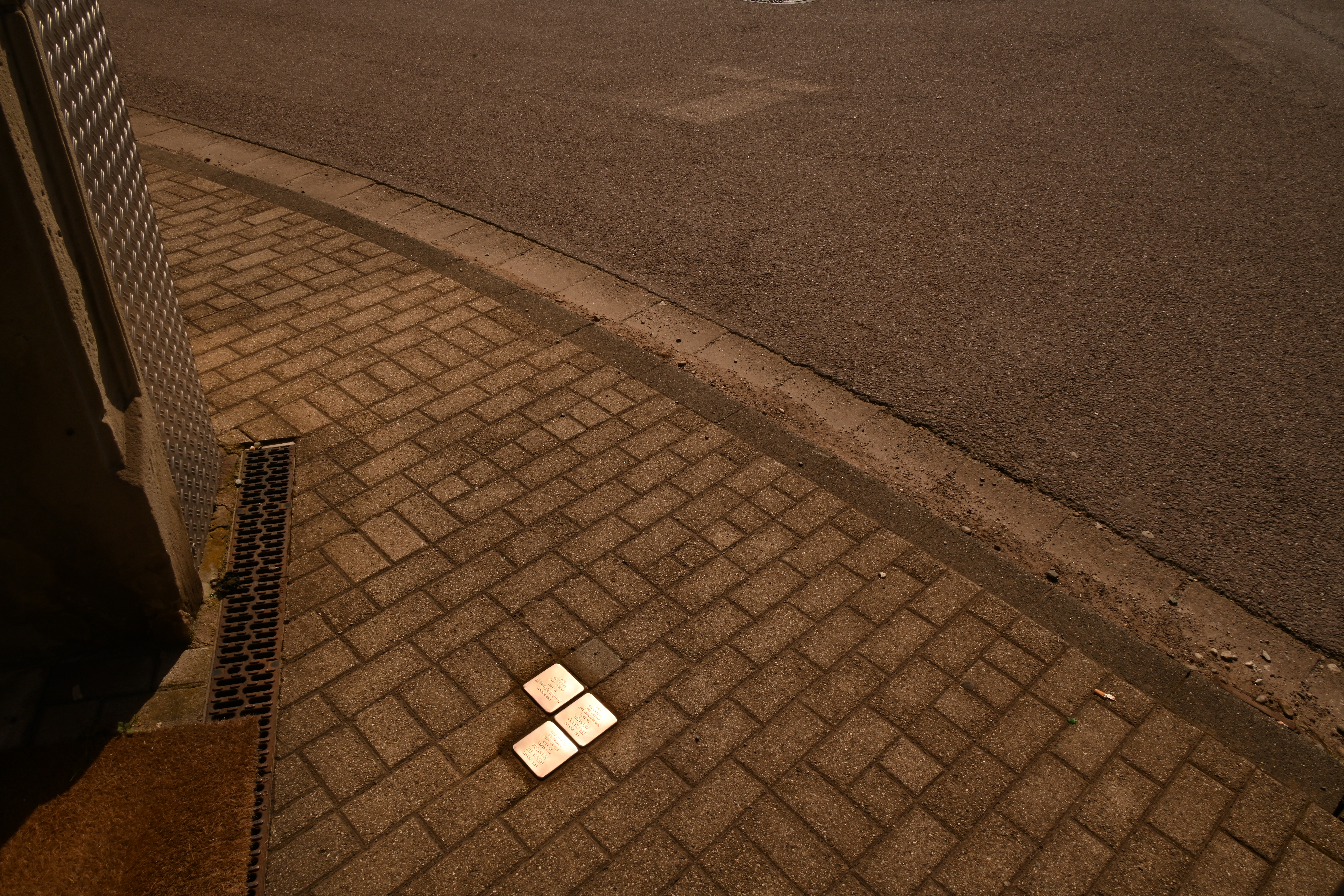
Stolpersteine in der Talstraße 16

Die Liste der Stolpersteine in Riegelsberg umfasst die Stolpersteine, welche vom deutschen Künstler Gunter Demnig in der saarländischen Gemeinde Riegelsberg verlegt wurden. Stolpersteine sind Opfern des Nationalsozialismus gewidmet, all jenen, die vom NS-Regime drangsaliert, deportiert, ermordet, in die Emigration oder in den Suizid getrieben wurden. Demnig verlegt für jedes Opfer einen eigenen Stein, im Regelfall vor dem letzten selbst gewählten Wohnsitz.
Die Verlegung der Stolpersteine von Riegelsberg fand am 20. April 2015 statt.

## Verlegte Stolpersteine
In Riegelsberg wurden bislang 13 Stolpersteine an drei Adressen verlegt.
| Stolperstein      | Übersetzung | Verlegeort          | Name, Leben                                     |
| ----------------- | --- | ------------------- | ----------------------------------------------- |
|                   | HIER WOHNTE ARMAND RAPHAEL ALBERT JG. 1913 FLUCHT 1936 FRANKREICH VERSTECKT GELEBT BEFREIT / ÜBERLEBT                                  | Kirchstraße 20 ·    | Armand Raphael Albert (1913-)                   |
|                   | HIER WOHNTE LEONIE ALBERT GEB. SAMUEL JG. 1886 FLUCHT 1936 FRANKREICH INTERNIERT DRANCY DEPORTIERT 1944 ERMORDET IN AUSCHWITZ          | Kirchstraße 20 ·    | Leonie Albert geb. Samuel (1886–1944 oder 1945) |
|                   | HIER WOHNTE RENÉE ALBERT JG. 1922 FLUCHT 1936 FRANKREICH INTERNIERT DRANCY DEPORTIERT 1944 ERMORDET IN AUSCHWITZ                       | Kirchstraße 20 ·    | Renée Albert (1922–1944 oder 1945)              |
|                   | HIER WOHNTE ADELE GROSS GEB. SAMUEL JG. 1898 VERSTECKT VOM EHEMANN UND NACHBARN BEFREIT / ÜBERLEBT                                     | Invalidenstraße 1 · | Adele Gross geb. Samuel (1898–1974)             |
|                   | HIER WOHNTE ERICH GROSS JG. 1925 MIT HILFE VOM VATER UND NACHBARN BEFREIT / ÜBERLEBT                                                   | Invalidenstraße 1 · | Erich Gross (1925-)                             |
|                   | HIER WOHNTE PAUL GROSS JG. 1927 MIT HILFE VOM VATER UND NACHBARN BEFREIT / ÜBERLEBT                                                    | Invalidenstraße 1 · | Paul Gross (1927–2009)                          |
| weitere Bilder \| | HIER WOHNTE ARTHUR NEUMARK JG. 1887 FLUCHT 1935 LUXEMBURG USA                                                                          | Talstraße 16 ·      | Arthur Neumark (1887- )                         |
| weitere Bilder \| | HIER WOHNTE HENRIETTE NEUMARK GEB. ALKAN JG. 1856 FLUCHT 1935 LUXEMBURG TOT 1.10.1936                                                  | Talstraße 16 ·      | Henriette Neumark geb. Alkan (1856–1936)        |
| weitere Bilder \| | HIER WOHNTE DR. RUDOLF NEUMARK JG. 1885 BERUFSVERBOT 1935 FLUCHT 1935 LUXEMBURG USA                                                    | Talstraße 16 ·      | Dr. Rudolf Neumark (1885- )                     |
|                   | HIER WOHNTE AMANDA SALMON GEB. SAMUEL JG. 1900 FLUCHT 1936 FRANKREICH INTERNIERT DRANCY DEPORTIERT 1944 ERMORDET IN AUSCHWITZ          | Kirchstraße 20 ·    | Amanda Salmon geb. Samuel (1900–1944 oder 1945) |
|                   | HIER WOHNTE ILSE SALMON JG. 1890 FLUCHT 1936 FRANKREICH INTERNIERT DRANCY DEPORTIERT 1944 AUSCHWITZ BERGEN-BELSEN BEFREIT TOT 4.6.1945 | Kirchstraße 20 ·    | Ilse Salmon (1926–1945)                         |
|                   | HIER WOHNTE ROBERT SALMON JG. 1890 FLUCHT 1936 FRANKREICH INTERNIERT DRANCY DEPORTIERT 1944 ERMORDET IN AUSCHWITZ                      | Kirchstraße 20 ·    | Robert Salmon (1890–1944 oder 1945)             |
|                   | ROSI SALMON JG. 1933 FLUCHT 1936 FRANKREICH INTERNIERT DRANCY DEPORTIERT 1944 ERMORDET IN AUSCHWITZ                                    | Kirchstraße 20 ·    | Rosi Salmon (1933–1944 oder 1945)               |

## Verlegedatum
Die Stolpersteine von Riegelsberg wurden am 20. April 2015 von Gunter Demnig persönlich verlegt.